# Partido de Unificación Comunista de Canarias
Partido de Unificación Comunista en Canarias (PUCC) va ser un partit comunista que treballava per l'autonomia política de Canàries i el dret a l'autodeterminació i a la independència canària respecte a Espanya, si bé mai es va definir com a partit independentista. El PUCC es va originar de l'OPI, una escición del PCE, que actuava clandestinament durant la dictadura de Francisco Franco.
El PUCC realitzarà diversos actes el 1975 i dona la seva primera conferència pública el 1978. El 16 de setembre de 1977 queda registrat en el Ministeri de l'Interior. Abans d'això, a les eleccions generals espanyoles de 1977 el PUCC va donar suport al PTE en el Frente Democrático de Izquierdas. Posteriorment passarà a formar part de la coalició de partits Unión del Pueblo Canario, sent un dels principals partits que van integrar aquesta coalició que va arribar a ser la tercera força política de Canàries a fins dels 70. El líder del PUCC va ser Paco Tovar Santos.
El Partit d'Unificació Comunista va publicar un butlletí internacional dit Comunista. En el segon congrés del PUCC el 1980, va canviar el seu nom a Moviment d'Esquerra Revolucionària de l'Arxipèlag Canari (MIRAC). Posteriorment, després de la ruptura d'UPC, el MIRAC es va transformar en UNI (Unión de Nacionalistas de Izquierda). Aquesta formació es va integrar a ICAN en 1991 juntament amb ICU i ACN. Posteriorment, quan en 1993 ICAN es va unir a Coalició Canària, part de la militància d'UNI va sortir de l'organització i va crear l'associació Canàries Alternativa que segueix funcionant en l'actualitat amb un nivell d'activitat discret.